# Gifthütte

Kennzeichnung für Gifte (T+ und T)

Gifthütte ist die Bezeichnung für ein Gebäude, in dem  gesetzlich eingestufte Gifte (T+ und T) unter Verschluss gehalten werden. In einer Gifthütte kann z. B. eine Anlage für die Gewinnung von Arsen und seinen Verbindungen, insbesondere Arsen(III)-oxid (Arsenik, im Volksmund Hüttenrauch), stehen.

## Umgangssprachliche Bedeutung
Gifthütte ist auch die scherzhafte Bezeichnung für eine illegale Schnapsbrennerei.